# Список беспозвоночных, занесённых в Красную книгу Республики Калмыкия
В списке указаны все беспозвоночные, вошедшие в Красную книгу Республики Калмыкия, по состоянию на 2010 год. Знак * обозначает виды, занесённые в Красную книгу Российской Федерации (1999).
Категории имеют следующие обозначения:
0 — вероятно исчезнувшие
1 — исчезающие виды
2 — редкие и малочисленные виды
3 — потенциально уязвимые виды
4 — виды неопределённого статуса
5 — восстанавливаемые или восстанавливающиеся виды

## Тип Кольчатые черви

### Класс Малощетинковые черви

#### Отряд Хаплитаксиды
- Семейство Люмбрицовые - Lumbricidae
  - Эйзения Гордеева - Eisenia gordejeffi (Michaelsen, 1899)	1*

### Класс пиявки

#### Отряд Бесхоботные пиявки
- Семейство Гирудиниды - Hirudinidae
  - Медицинская пиявка - Hirudo medicinalis (Linnaeus, 1758)	3

## Тип Моллюски

### Класс Двустворчатые моллюски

#### Отряд Люцениды
- Семейство Шаровки - Sphaeriidae
  - Шаровка роговая - Sphaerium corneum (Linnaeus, 1758)	2

#### Отряд Кардииды
- Семейство Лимнокардиумы - Lymnocardiidae
  - Хипанис витреа - Hypanis vitrea (Eichwald, 1829)	2

## Тип Членистоногие

### Класс Ракообразные

#### Отряд Равноногие раки
- Семейство Женириды - Janiridae
  - Жейра сарси - Jaera sarsi (Kasselyak, 1938)	2

#### Отряд Разноногие раки, или Бокоплавы
- Семейство Гаммарусы - Gammaridae
  - Нифаргоидес спиникаудатус - Niphargoides spinicaudatus (Carausu, 1943)	3

### Класс Насекомые

#### Отряд Тараканы
- Семейство Тараканы-Черепашки - Polyphagidae
  - Таракан египетский - Polyphaga aegyptiaca (Linnaeus, 1758)	4

#### Отряд Богомолы
- Семейство Настоящие богомолы - Mantidae
  - Боливария короткокрылая - Bolivaria brachyptera (Pallas, 1773)	2 Боливария короткокрылая
- Семейство Эмпузы - Empusidae

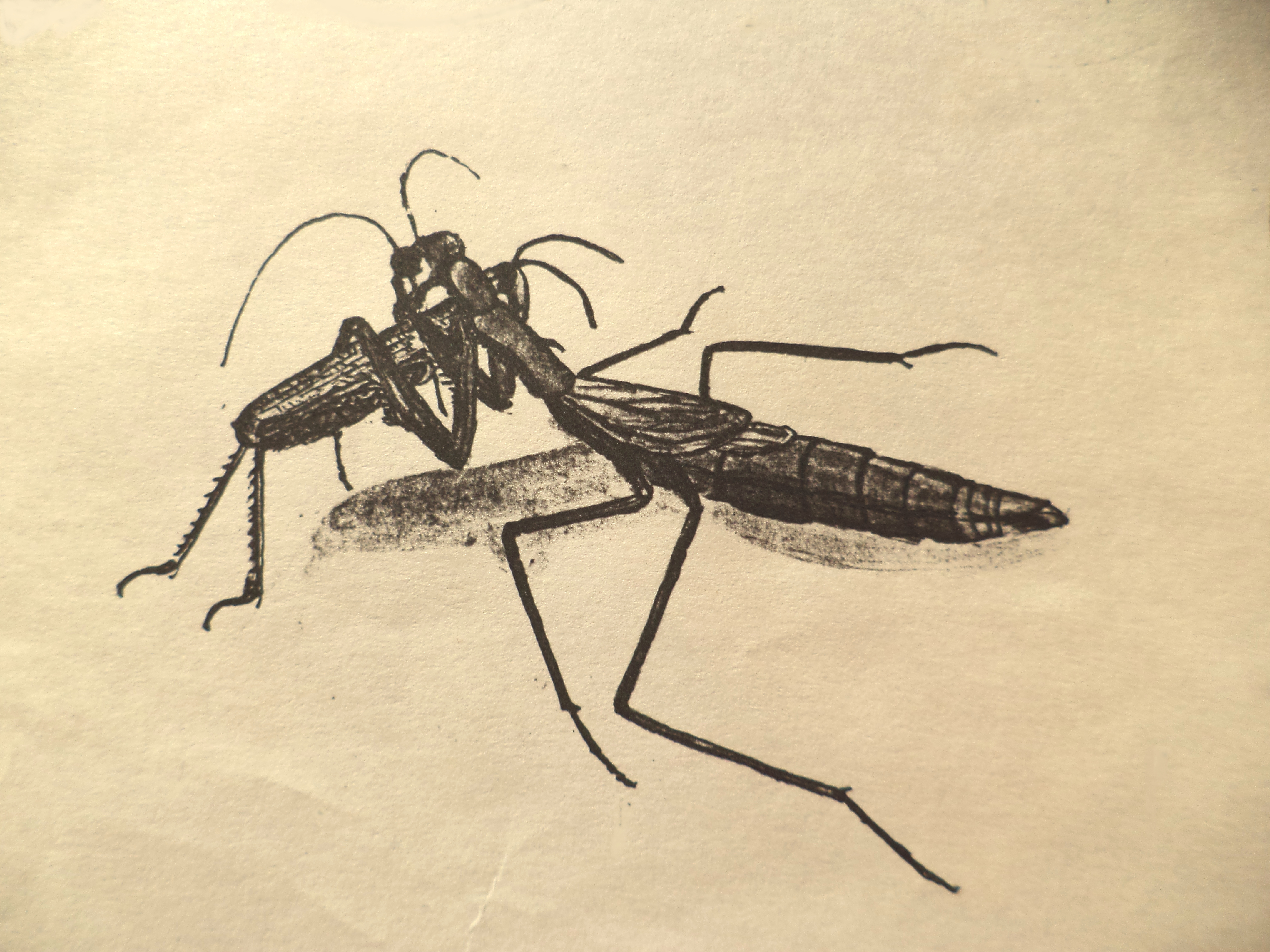
Боливария короткокрылая

  - Эмпуза перистоусая - Empusa pennicornis (Pallas, 1773)	2

#### Отряд Прямокрылые
- Семейство Кузнечики - Tettigoniidae
  - Дыбка степная - Saga pedo (Pallas, 1771)	2* Дыбка степная

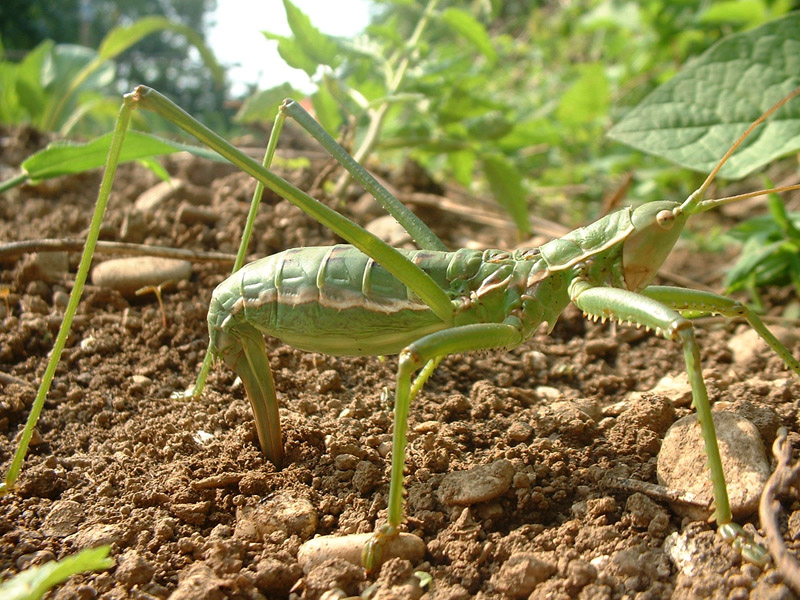
Дыбка степная

#### Отряд Стрекозы
- Семейство Коромысла - Aeschnidae
  - Дозорщик-император - Anax imperator (Leach, 1815)	2*

#### Отряд Жесткокрылые
- Семейство Жужелицы - Carabidae
  - Жужелица венгерская - Carabus hungaricus scythus (Motschulsky, 1847)	2*
  - Жужелица золотоямчатая - Carabus clathratus (Linnaeus, 1761)	4 Жужелица золотоямчатая

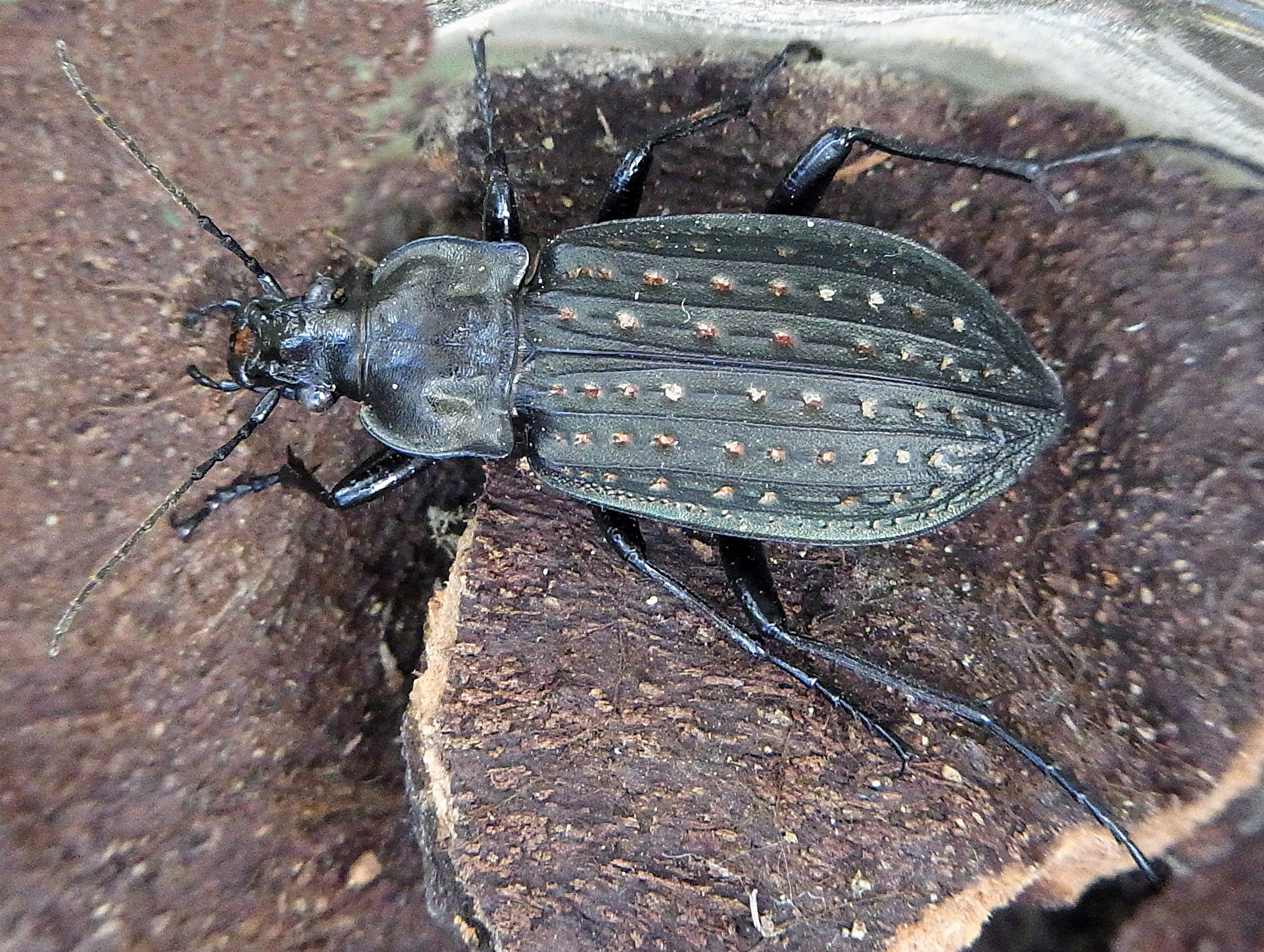
Жужелица золотоямчатая

  - Жужелица бессарабская - Carabus bessarabicus concretus (Fischer-Waldheim, 1823)	2
  - Красотел пахучий - Calosoma sycophanta (Linnaeus, 1758)	2* Красотел пахучий

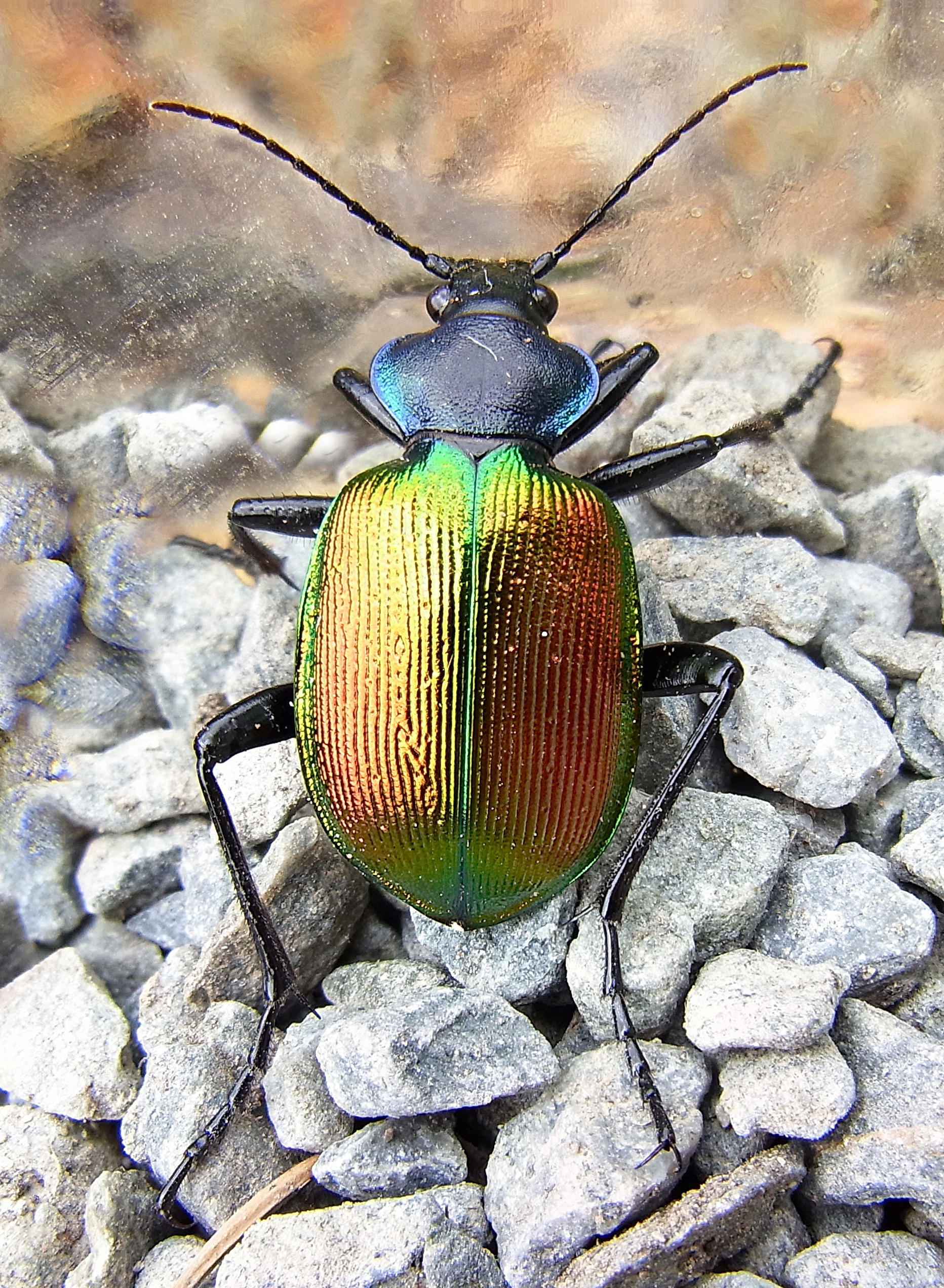
Красотел пахучий

  - Красотел бронзовый - Calosoma inquisitor inquisitor (Linnaeus, 1758)	4
  - Блетиза Эшшольтца - Blethisa eschscholtzii (Zoubkoff, 1829)	3
  - Скарит ангустус - Scarites angustus (Chaudoir, 1855)	3
  - Скарит буцида - Scarites bucida (Pallas, 1776)	3
  - Пецилюс анодон - Poecilus аnodon (Chaudoir, 1868)	2
  - Птеростих планиколлис - Pterostichus planicollis (Tschischerine, 1898)	3
  - Эпомис Де-Жана - Epomis dejeani (Dejean et Boisduval, 1830)	4
- Семейство Рогачи - Lucanidae
  - Жук-олень - Lucanus cervus (Linnaeus, 1758)	2 (2)
- Семейство Пластинчатоусые - Scarabaeidae
  - Динамопус-атлет - Dynamopus athleta (Semenov, 1895)	3
  - Бронзовка гладкая - Protaetia aeruginosa (Drury, 1770)	2
- Семейство Усачи - Cerambycidae
  - Усач-кожевник азиатский - Prionus asiaticus (Faldermann, 1837)	4
- Семейство Долгоносики - Curculionidae
  - Омиас бородавчатый - Omias verruca (Steven, 1829)	4*
  - Слоник острокрылый - Euidosomus acuminatus (Boheman, 1839)	4*
  - Стефаноклеонус четырехпятнистый - Stephanocleonus tetragrammus (Pallas, 1781)	2*

#### Отряд Сетчатокрылые
- Семейство Аскалафы - Ascalaphidae
  - Аскалаф пестрый - Ascalaphus macaronius (Scopoli, 1763)	2

#### Отряд Перепончатокрылые
- Семейство Осы-блестянки - Chrysididae
  - Парнопес крупный - Parnopes grandior (Pallas, 1771)	2*
- Семейство Антофориды - Anthophoridae
  - Пчела-плотник - Xylocopa valga (Gerstaecker, 1872)	2* Пчела-плотник

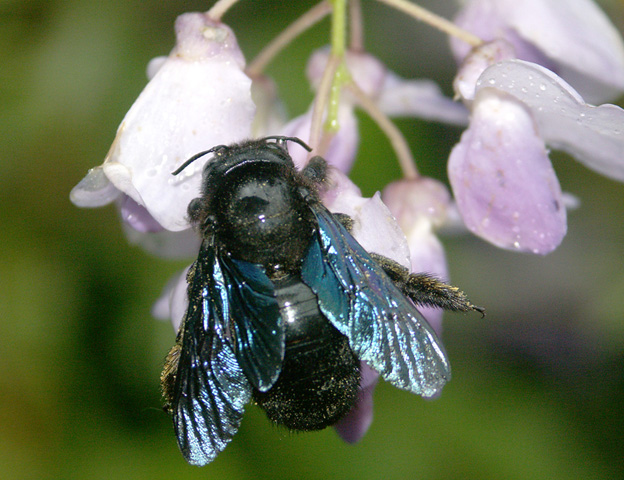
Пчела-плотник

- Семейство Мегахилиды - Megachilidae
  - Мегахила округлая - Megachile rotundata (Fabricius, 1787)	2
- Семейство Сколии - Scoliidae
  - Сколия-гигант, или пятнистая - Scolia maculata (Drury, 1773)	2
  - Сколия степная, или мохнатая - Scolia hirta (Schrenck, 1781)	2 Сколия степная - самец
- Семейство Муравьи - Formicidae

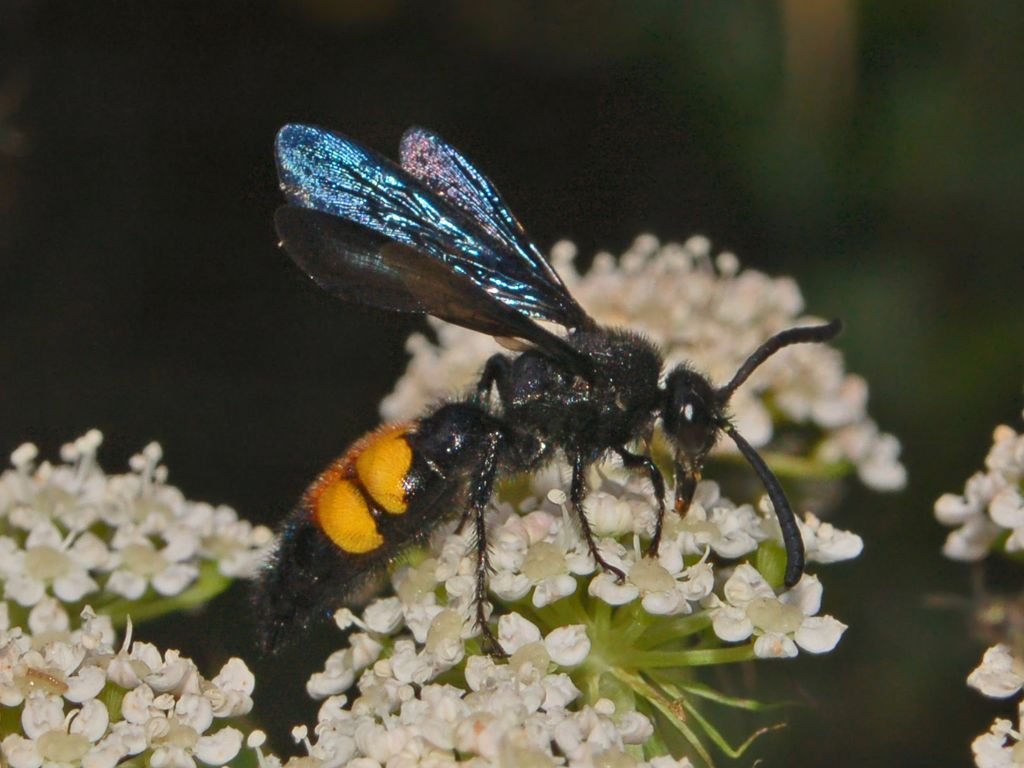
Сколия степная - самец

  - Лиометопум - Liometopum microcephalum (Panzer, 1798)	4

#### Отряд Чешуекрылые
- Семейство Пяденицы - Geometridae
  - Пяденица цветочная - Eupithecia minusculata (Alpheraky, 1882)	2
- Семейство Медведицы - Arctiidae
  - Медведица Геба - Ammobiota festiva (Hufnagel, 1766)	3
- Семейство Совки - Noctuidae
  - Совка шпорниковая - Periphanes delphinii (Linnaeus, 1758)	1
  - Лента орденская оранжевая - Catocala puerpera (Giorna, 1791)	2
  - Совка пурпурная мелкая - Eublemma purpurina (Denis &  , 1775)	3
- Семейство Коконопряды - Lasiocampidae
  - Коконопряд пырейный - Malacosoma franconicum (Denis &  , 1775)	1
  - Коконопряд Эверсманна - Lasiocampa eversmanni (Eversmann, 1843)	3
- Семейство Бражники - Sphingidae
  - Бражник вьюнковый - Agrius convolvuli (Linnaeus, 1758)	3
- Семейство Голубянки - Lycaenidae
  - Голубянка пилаон - Plebeius pylaon (Fischer v. Waldheim, 1832)	3 Голубянка пилаон

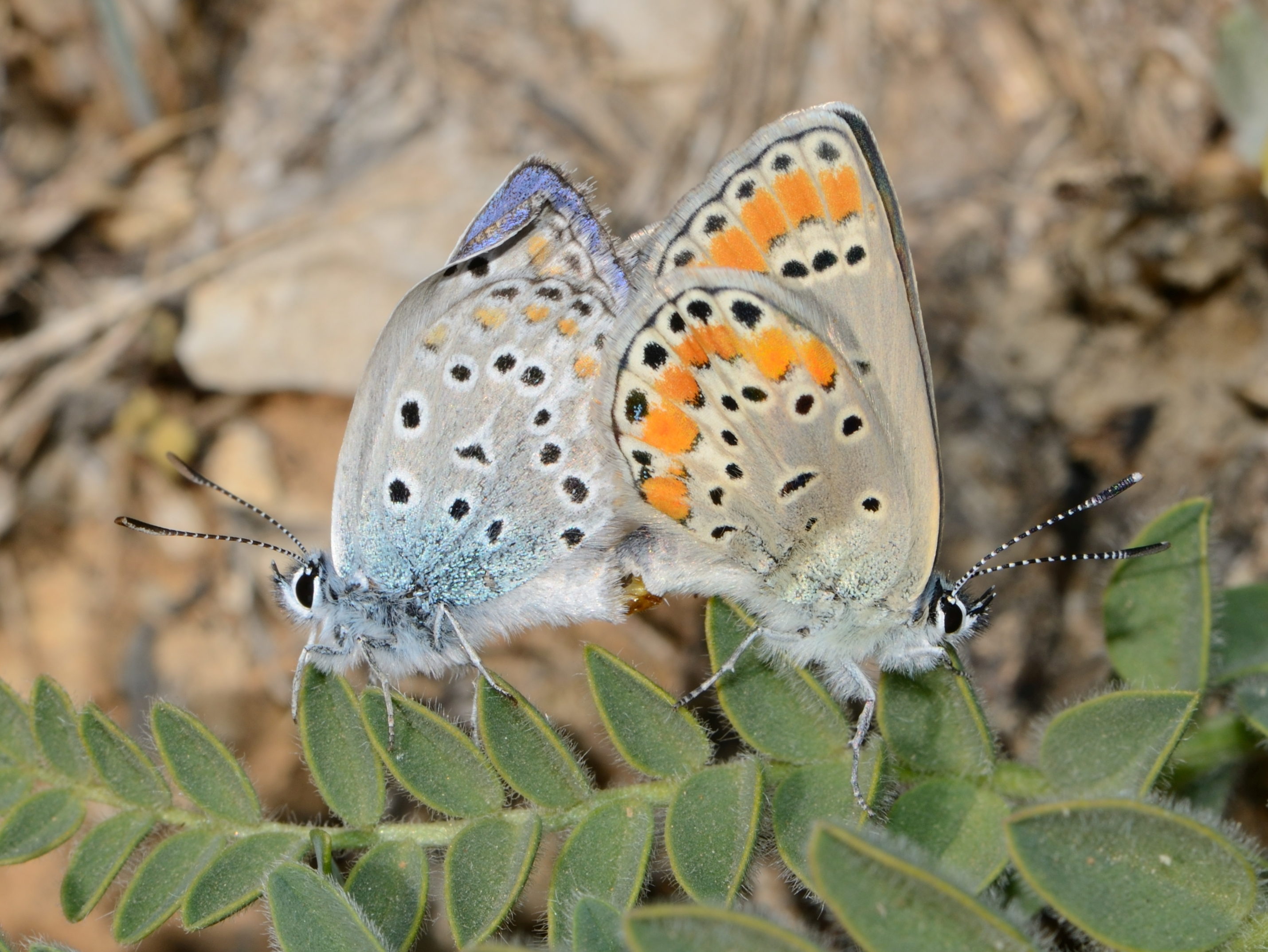
Голубянка пилаон

  - Голубянка целестина - Polyommatus coelestina (Eversmann, 1843)	4
- Семейство Нимфалиды - Nymphalidae
  - Перламутровка Пандора - Argynnis pandora (Denis &  , 1775)	3
- Семейство Сатириды - Satyridae
  - Сатир Фрина - Triphysa phryne (Pallas, 1771)	3
  - Сатир железный - Hipparchia statilinus (Hufnagel, 1766)	2
  - Сатир афра - Proterebia afra (Fabricius, 1787)	2
- Семейство Белянки - Pieridae
  - Зорька белая волжская - Euchloe ausonia volgensis (Krulikowsky, 1897)	2
  - Зорька эуфема - Zegris eupheme (Esper, 1805)	2
- Семейство Парусники - Papilionidae
  - Махаон - Papilio machaon (Linnaeus, 1758)	1 Махаон

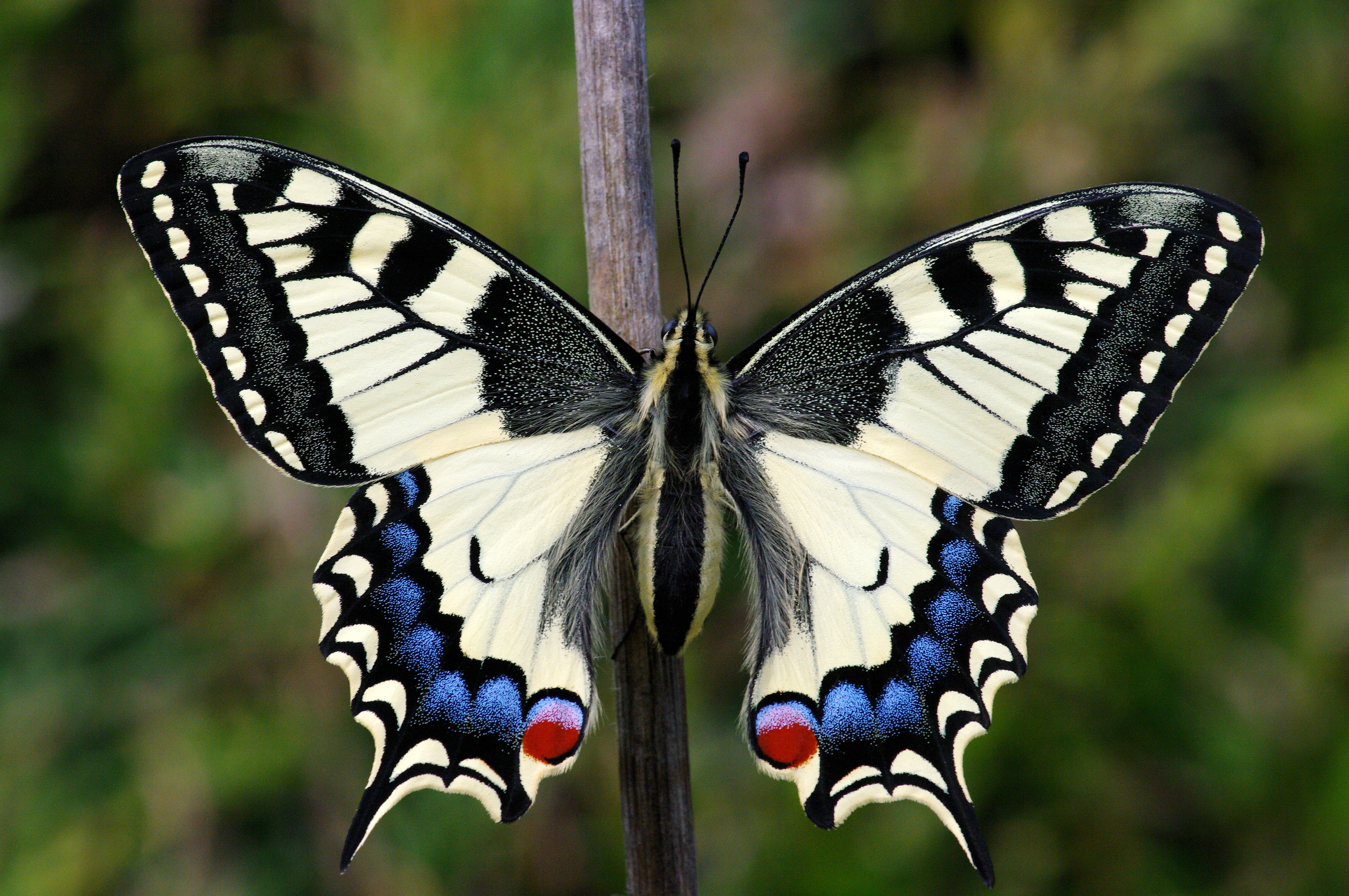
Махаон

#### Отряд Двукрылые
- Семейство Ктыри - Asilidae
  - Ктырь гигантский - Satanas gigas (Eversmann, 1855)	2